# Germanes Planas «les Eudaldetes»

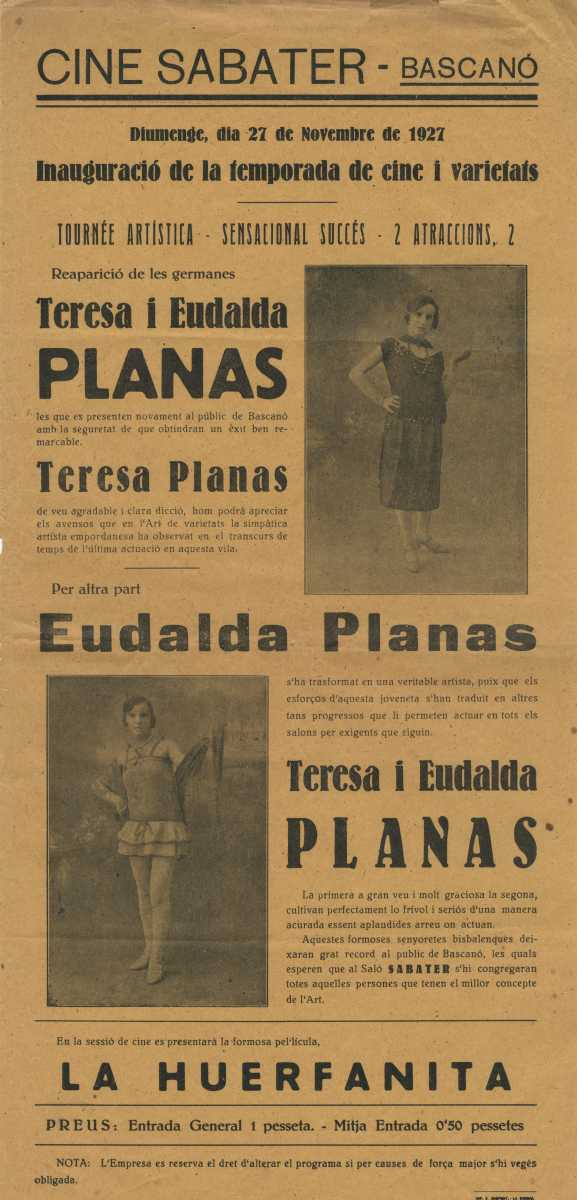
Actuació a Bescanó 1927

Teresa Planas i Mari (La Bisbal d’Empordà, 4 de febrer de 1908 – Belfort, França, 28 de setembre de 1949) i Eudalda Planas i Mari (La Bisbal d’Empordà, 2 de febrer de 1910 – 2 de febrer de 1934), conegudes com «Les Eudaldetes», van ser dues germanes bisbalenques que es van dedicar a la música i el teatre de varietats.

## Biografia
Eren filles de Joan Planas Municoy i Pietat Marí Riera i vivien al carrer d'Ignasi Iglesias, número 29, ara carrer del Pont, de La Bisbal. La Teresa, que anava a classes de cant amb un mestre del carrer dels Xais, ara de Cavallers, que també era pianista, tenia una veu molt maca. Les persones que la coneixien la van animar a cantar en públic. El seu debut al cinema-teatre Mundial el 13 de gener de 1927 va constituir un gran èxit i va rebre una bona crítica de la premsa bisbalenca. Només tenia 19 anys. Una setmana més tard, amb l’Eudalda, que no tenia estudis de música però era molt expressiva i ballava i engrescava els espectadors, es presentaven al Mundial amb el nom de Germanes Planas.
La seva carrera artística es pot seguir a la premsa comarcal del moment entre els anys 1927 i 1929. El seu repertori era extens, amb cuplets, xarlestons, ranxeres i altres estils de cançons. Alguns dels títols són: «Soy la Mary Pickford»,  «El perico», «Fem rotllo», «La dona verge», «Mr. Charleston» i «Piropos». També hi van incloure dues composicions amb lletra del poeta bisbalenc F. Carreras i Padrós, «La Salamera» i «La Sardanista». D’altra banda, també destacaven per la qualitat i varietat del seu vestuari.
Es tenen notícies d’actuacions seves a Verges, Mont-ras, Regencós, l’Estartit, Castelló d’Empúries, Sant Pere Pescador, Bescanó, Salt, Girona, Amer i Celrà. El mes de juny de 1928 s’anunciava que el conegut pianista Pastor les acompanyaria en una gira artística per diverses poblacions gironines. Quan Teresa va conèixer en Genís Simon, que seria el seu marit, durant un temps van formar el «Trio Planas», en què ell feia de mànager, encarregat de buscar els llocs per actuar. El 1931 van deixar de cantar.
Teresa i Genís es van casar el 5 de setembre de 1931 i van passar a residir a Belfort (França), on Teresa va morir molt jove, deixant una filla del mateix nom. Eudalda, que es va casar amb el confiter Josep Cantenys el 7 de juny de 1932, va morir encara més jove, de part, al cap d’un  any i mig del seu casament. També va deixar una filla que portava el seu nom.